# Льоренте, Маркос
Ма́ркос Льоре́нте Море́но (исп. Marcos Llorente Moreno; 30 января 1995, Мадрид) — испанский футболист, полузащитник и нападающий клуба «Атлетико Мадрид». Игрок национальной сборной Испании. Полуфиналист чемпионата Европы 2020 года.

## Клубная карьера
Маркос начинал свою карьеру в скромных испанских командах из низших дивизионов. В «Реал Мадрид» он перешёл в 2008 году. В сезоне 2014/15 Маркос дебютировал за вторую команду «королевского клуба» — «Кастилью» и провёл за неё двадцать пять встреч. Его дебют за «Реал» в Примере состоялся 17 октября 2015 года в матче против «Леванте».
Был заявлен на матч за Суперкубок УЕФА против «Севильи», который состоялся 9 августа 2016 года, где «Королевский клуб» завоевал очередной трофей. Сам Маркос не принимал участия в матче, но получил медаль победителя этого турнира.
11 августа 2016 года «Алавес» арендовал 21-летнего полузащитника на один сезон.
22 декабря 2018 года Льоренте в финале Клубного чемпионата мира против «Аль-Айна» забил свой первый гол за «бланкос». Его команда одержала победу со счётом 4:1, а сам Маркос был признан лучшим игроком матча.
20 июня 2019 года было официально объявлено о переходе футболиста за 40 млн евро в другой мадридский клуб — «Атлетико». Контракт был подписан на 5 лет. 
15 февраля 2020 года в матче Ла Лиги против «Валенсии» Маркос забил свой первый гол в составе «матрасников». 
12 марта в матче 1/8 финала Лиги чемпионов УЕФА против «Ливерпуля» Маркос забил 2 гола в дополнительное время в ворота Адриана, что позволило «индейцам» выиграть матч и с итоговой разницей в 2 мяча в двухматчевом противостоянии пройти дальше в четвертьфинал.

## Карьера в сборной
В 2014 году игрок принял участие в трёх играх юношеской сборной Испании до 19 лет.
6 ноября 2020 года был вызван в первую сборную Испании на матчи Лиги наций УЕФА.
Дебютировал 12 ноября в матче против сборной Нидерландов (1:1).

## Личная жизнь
Отец Маркоса, Пако Льоренте — футболист, выступавший и за «сливочных», и за «матрасников». Дядя Маркоса, Хулио Льоренте, тоже был футболистом, начинал карьеру в «Реале», однако более известен по выступлениям за «Тенерифе». 
Маркос приходится внучатым племянником Пако Хенто, одного из величайших игроков «золотого периода» (1950–60-е годы), до недавнего времени — почётного президента «Реала».

## Статистика выступлений

### Клубная
| Выступление      | Выступление      | Выступление      | Лига | Лига | Кубки | Кубки | Еврокубки | Еврокубки | Итого | Итого |
| Клуб             | Лига             | Сезон            | Игры | Голы | Игры  | Голы  | Игры      | Голы      | Игры  | Голы  |
| ---------------- | ---------------- | ---------------- | ---- | ---- | ----- | ----- | --------- | --------- | ----- | ----- |
| Реал Мадрид      | Ла Лига          | 2015/16          | 2    | 0    | 1     | 0     | 0         | 0         | 3     | 0     |
| Реал Мадрид      | Ла Лига          | 2017/18          | 13   | 0    | 6     | 0     | 1         | 0         | 20    | 0     |
| Реал Мадрид      | Ла Лига          | 2018/19          | 7    | 0    | 5     | 1     | 4         | 1         | 16    | 2     |
| Реал Мадрид      | Итого            | Итого            | 22   | 0    | 12    | 1     | 5         | 1         | 39    | 2     |
| → Алавес         | Ла Лига          | 2016/17          | 32   | 0    | 6     | 0     | 0         | 0         | 38    | 0     |
| → Алавес         | Итого            | Итого            | 32   | 0    | 6     | 0     | 0         | 0         | 38    | 0     |
| Атлетико Мадрид  | Ла Лига          | 2019/20          | 29   | 3    | 3     | 0     | 4         | 2         | 36    | 5     |
| Атлетико Мадрид  | Ла Лига          | 2020/21          | 37   | 12   | 0     | 0     | 8         | 1         | 45    | 13    |
| Атлетико Мадрид  | Ла Лига          | 2021/22          | 29   | 0    | 2     | 0     | 9         | 0         | 40    | 0     |
| Атлетико Мадрид  | Ла Лига          | 2022/23          | 22   | 1    | 4     | 2     | 3         | 0         | 29    | 3     |
| Атлетико Мадрид  | Ла Лига          | 2023/24          | 25   | 6    | 5     | 0     | 5         | 0         | 35    | 6     |
| Атлетико Мадрид  | Итого            | Итого            | 142  | 22   | 14    | 2     | 29        | 3         | 185   | 27    |
| Всего за карьеру | Всего за карьеру | Всего за карьеру | 196  | 22   | 32    | 3     | 34        | 4         | 262   | 29    |

## Достижения
«Реал Мадрид»
- Обладатель Суперкубка УЕФА: 2016
- Обладатель Суперкубка Испании: 2017
- Победитель Клубного чемпионата мира (2): 2017, 2018
- Победитель Лиги чемпионов УЕФА: 2017/18

Итого: 5 трофеев
 «Атлетико Мадрид»
- Чемпион Испании: 2020/21

 Сборная Испании (до 21 года)
- Финалист Чемпионата Европы: 2017